# (4377) Koremori
(4377) Koremori est un astéroïde de la ceinture principale.

## Description
(4377) Koremori est un astéroïde de la ceinture principale. Il fut découvert le 4 avril 1987 à Ojima par Tsuneo Niijima et Takeshi Urata. Il présente une orbite caractérisée par un demi-grand axe de 2,38 UA, une excentricité de 0,07 et une inclinaison de 2,6° par rapport à l'écliptique.

## Compléments